# جوليا ليستير ديلون
جوليا ليستير ديلون (بالإنجليزية: Julia Lester Dillon)‏ هي مهندسة معمارية ومهندسة المناظر الطبيعية أمريكية، ولدت في 9 مارس 1871 في مقاطعة وارين في الولايات المتحدة، وتوفيت في 24 مارس 1959 في أوغستا في الولايات المتحدة.